# Mauro Petrucci
Mauro Petrucci (San Felice Circeo, 1951) is een Italiaans componist, muziekpedagoog, dirigent en saxofonist.

## Levensloop
Petrucci studeerde aan de Accademia Nazionale di Santa Cecilia te Rome. Na zijn muziekstudie ging hij terug naar Sardinië en werd leider van de muziekschool in zijn geboortestad. Tegelijkertijd werd hij dirigent van de Banda musicale "M° L. Ceccarelli" di San Felice Circeo. Hij dirigeert verder verschillende ensembles zoals de Solisti dell’Accademia di Santa Cecilia di Roma, een ensemble met vier trompetten, vier trombones, hoorn en tuba en de bekende groepen Ottoni Romano en Quintetto Italiano d'Ottoni. Als saxofonist werkt hij mee in de Sara Big Band die in heel Italië vooral op jazz-festivals optreedt. 
Verder is hij artistiek directeur van de Premio Musicale Internazionale Giuseppe Verdi te Sabaudia. 
Als componist schrijft hij voor harmonieorkest en vocale muziek.

## Composities

### Werken voor harmonieorkest
- 2001 Della Banda noi siam gli amanti, hymne

### Vocale muziek
- 2 liriche, voor sopraan en piano
- O tu che in cielo assisa, voor sopraan en orgel